# Imperator (1897)
Imperator var et tysk passagerdampskib, som var i brug fra 1897 til 1935. Det blev bygget på skibsværftet i Stettin.
Fra 1897 og frem til 1908 var Imperator i tjeneste som postdamper på ruten Trelleborg-Sassnitz. Herefter sejlede den i rutefart mellem Stettin og Rügen.
Under 1. Verdenskrig gjorde Imperator tjeneste som lazaretskib under navnet hjælpelazaretskib D med plads til 156 sygesenge og og et 26 mand stort sanitetspersonale. I denne forbindelse sejlede Imperator mellem Sassnitz og Helsingør. Her medbragte den syge, russiske krigsfanger, der som et led af krigsfangeudvekslingsaftalerne mellem på den ene side Rusland og på den anden side Tyskland og Østrig-Ungarn, skulle interneres i lazaretlejren ved Horserød.
Den første transport fra Sassnitz til Helsingør fandt sted i 1917, da Imperator lagde til ved havnen i Helsingør den 1. maj medbringende 150 russiske krigsfanger, heraf 24 officerer og 136 menige. Herefter sejlede Imperator i pendulfart mellem Helsingør og Sassnitz frem til midten af juni 1917, hvor den foreløbigt sidste af ni sejladser gennemførtes.
Fra november 1917 sejlede Imperator atter mellem Sassnitz og Helsingør. Den sidste transport af fanger ankom den 21. december 1917. Imperator transporterede samlet over 2.300 russiske krigsfanger til Danmark.
Efter Tysklands nederlag i 1. Verdenskrig sejlede Imperator under fransk flag under navnet Welcome indtil 1935, hvor det blev sendt til ophug.

## Note
1. ↑  Burkhard Koop, Interneret i Danmark under første verdenskrig (Forlaget Skilling, København, 2007) p. 215ff. ISBN 87-91932-04-1

## Eksternt link
- S/S IMPERATOR. Arkiveret 21. august 2014 hos  Wayback Machine på Fakta om Fartyg